# Burg Neu-Süns
Die Burg Neu-Süns, auch Canova genannt, ist die Ruine einer Höhenburg zwischen den Dörfern Almens und Paspels im Domleschg im Schweizer Kanton Graubünden.

## Lage
Die alte Burg Canova lag bei 815 m ü. M. auf einem niedrigen und bewaldeten Hügel oberhalb eines Gutes gleichen Namens auf dem heutigen Gemeindegebiet von Paspels. Ihre Überreste liegen heute auf privatem Grund, aber eine kurze Besichtigung ist trotzdem möglich. Die Ruine ist entweder von Paspels oder von Almens aus in etwa einer Viertelstunde zu Fuss erreichbar (Auto-Fahrverbot).

## Anlage

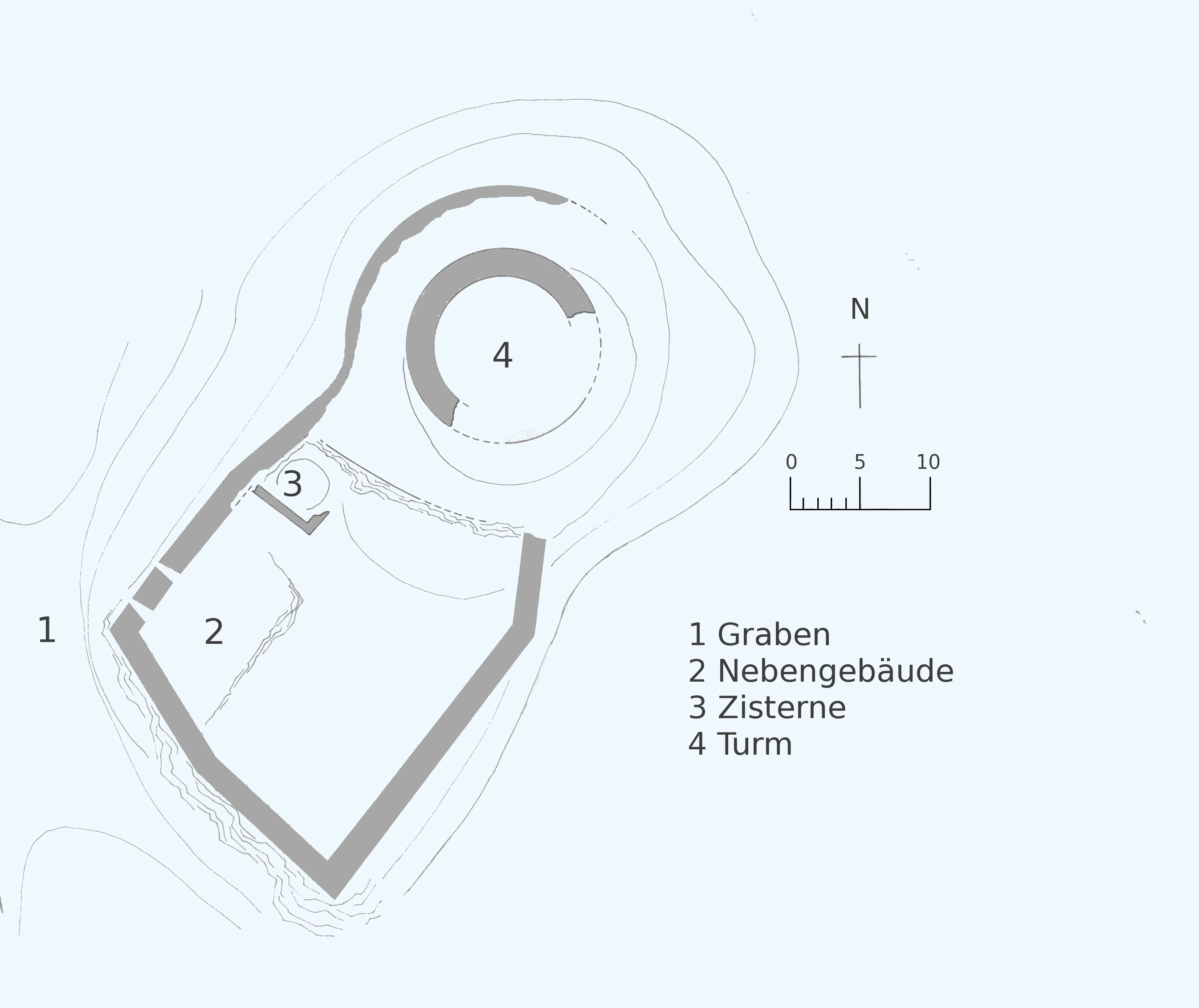
Plan

Das Burgareal lag auf einem Plateau, umgeben von einer Ringmauer. Ein Halsgraben diente als Hindernis. Die genaue Lage des Zugangstores ist nicht bekannt, es befand sich möglicherweise auf der Südseite, wo sich heute eine Bresche öffnet. In der Westecke der Ringmauer deuten stark verwitterte Fenster auf ein Gebäude hin. Im Nordabschnitt liegen Reste einer heute mit Schutt gefüllten in den Fels gehauenen Zisterne. Vermutlich wurde sie durch Traufwasser gespeist.
Zuoberst auf dem Plateau stehen die Trümmer des runden Wohnturmes (Bergfried), von dem der nördliche Halbschale bis in die ursprüngliche Höhe von fünf Stockwerken erhalten geblieben ist. Warum hier die ortsunübliche Rundform gewählt worden ist, ist nicht bekannt. Die Stockwerke waren durch hölzerne Zwischenböden voneinander getrennt, im dritten und vierten Geschoss lagen die Wohnräume. Zwei Aborterker, Fenster mit Sitznischen und Rauchabzüge eines offenen Kaminfeuers sowie eines Ofens sind erhalten geblieben. Der Hocheingang lag im zweiten Geschoss. Die Mauerdicke beträgt durchgehend ca. 1,5 Meter.
Der Turm wurde mit einem schwach vorstehenden Zinnenkranz mit schmalem Wehrgang abgeschlossen. Ein flach geneigtes Satteldach war in den Turm hineingehängt, damit es vor feindlichen Brandpfeilen geschützt war. Von der Zwingeranlage, die einst im Abstand von drei Metern den Turm umgab, sind nur noch geringe Spuren übrig geblieben.

## Geschichte
Der runde Grundriss und andere bauliche Einzelheiten lassen auf eine Erbauung in der Mitte des 13. Jahrhunderts schliessen. In einer Urkunde von 1392 wird Canova Neu-Süns genannt (…uff der Nüwen Sünns…), was auf eine jüngere Gründung des Hauses Vaz im Domleschg hinweist.
Auf der Burg sassen damals wohl Ministeriale der Freiherren von Vaz. 1337 war dort ein Simon von Bärenburg Vazischer Ministrat. Ob die 1271 erstmals genannten Herren «de Canofa» zu der Zeit schon mit der Anlage in Verbindung zu bringen sind, ist nicht klar; lag doch deren Besitz eher im Oberhalbstein und in Chur. 1295 erscheinen die «Canofa» als Dienstleute derer von Vaz.
Beim Tod Donats von Vaz, dem Letzten des Geschlechts, fiel die Burg nach 1338 an die Grafen von Werdenberg. Gegen Ende des 14. Jahrhunderts wohnte die mit Johann von Werdenberg-Sargans verheiratete Anna von Rhäzüns auf Canova. Nach einem Schiedsspruch des Ulrich Brun von Rhäzüns zwischen seiner Schwester Anna und ihrem Gemahl Johann Werdenberg-Sargans sollte Anna ..uff der Nuwen Sunss hushablich sin und da wesen. Man soll ihr buwen ein stuben, ain kammer, ain kuchi und die stegan bessern. Ihre Schmucktruhe, welche die Scheidner erbeuteten, steht heute im Rätischen Museum in Chur.
1452 wurde sie in der Schamserfehde zerstört. Weil die Werdenberg-Sarganser keine männlichen Nachkommen hatten, gingen die Überreste der Burg Neusins wohl an ihre Ministralen Canofa.
1574 verkaufen deren Nachkommen Jan und Wilhelm de Canaua sowie ein Felix Fyn von Almens Neu Sins an Herttly von Salis zu Rietberg und seinen Sohn Andreas zu Neuwensins, der Canova (Neu Sins) 1636 wiederum an Rudolf von Travers und seine Frau Lucretia Catarina verkauften, die Tochter von Pompejus Planta aus dem Schloss Rietberg.

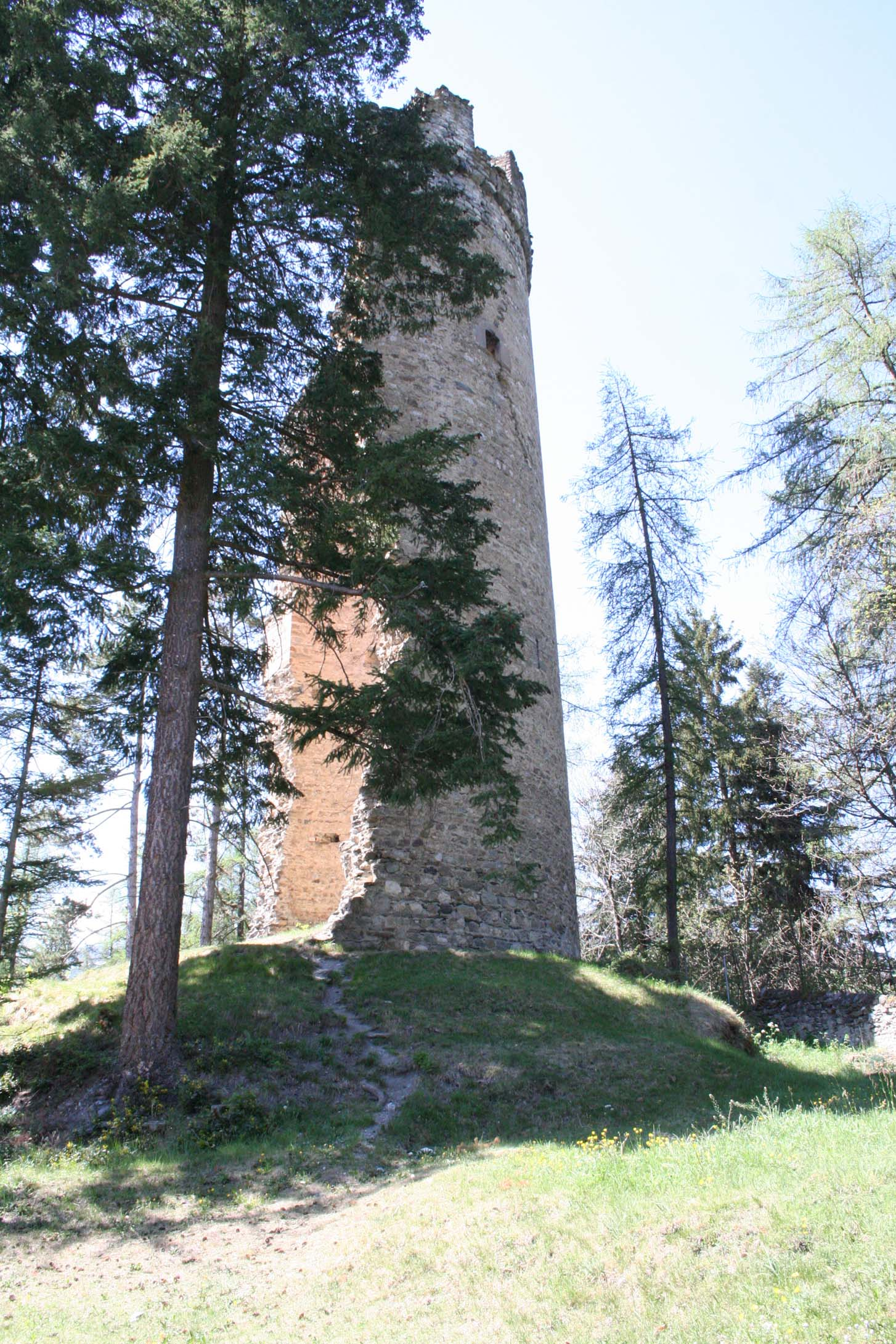
Turm Richtung Westen
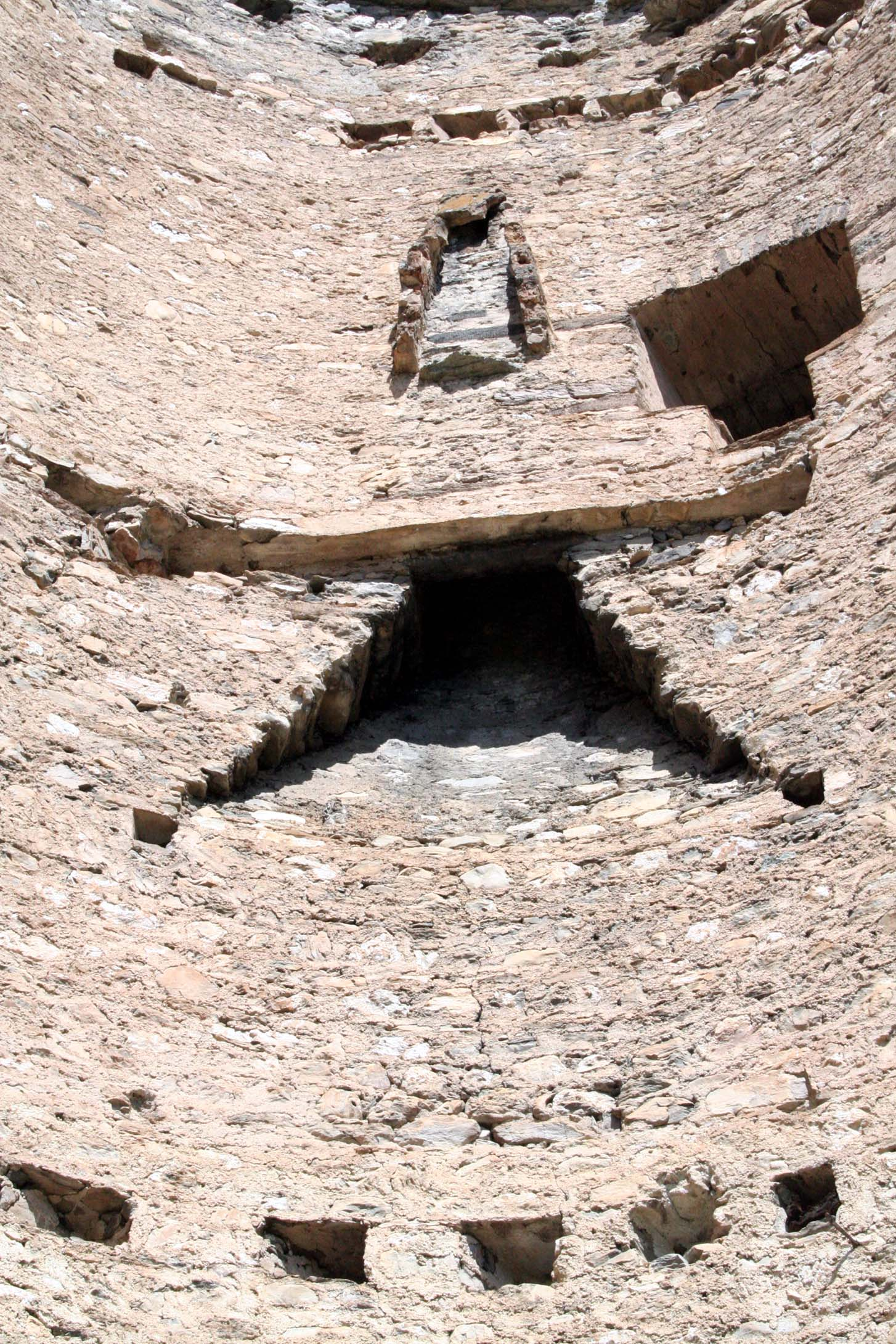
Kamin der Feuerstelle
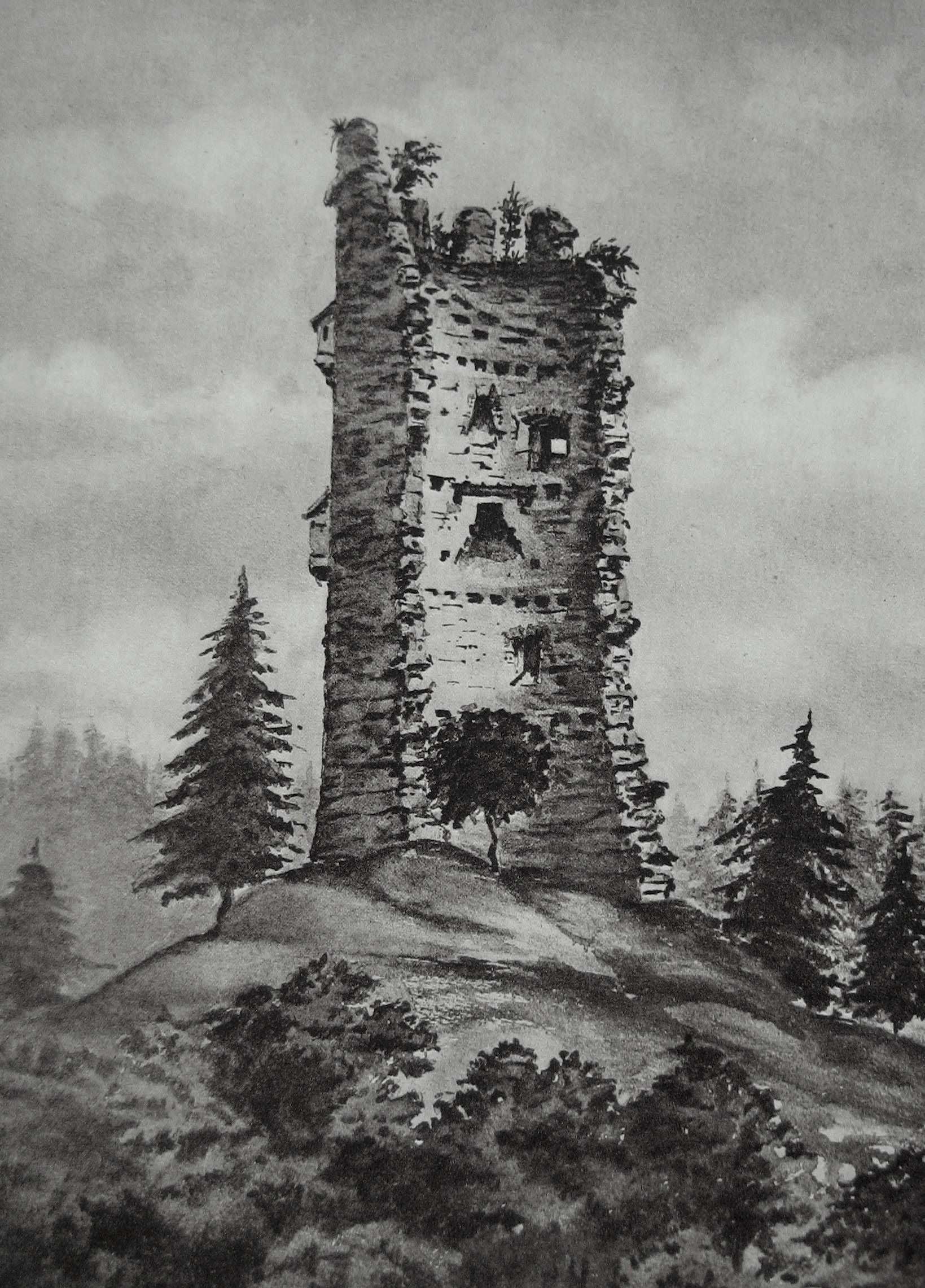
Canova auf einer Zeichnung von F. Küpfer, um 1880